# متلازمة البطل
متلازمة البطل (بالإنجليزية: Hero syndrome)‏ هي اضطراب نفسي يجعل الشخص يسعى إلى الاعتراف بالبطولة، خاصة عن طريق خلق موقف ضار يمكنه بعد ذلك حله. يمكن أن يشمل ذلك أعمالًا غير قانونية، مثل الحرق العمد. تم استخدام هذا المصطلح لوصف سلوك الموظفين العموميين، مثل رجال الإطفاء والممرضات وضباط الشرطة وحراس الأمن والسياسيين. غالبًا ما تختلف أسباب هذا النوع من السلوك.
في دراسة فيدرالية أجريت على أكثر من 80 من رجال الإطفاء، كان السبب الأكثر شيوعًا لإشعال الحريق هو ببساطة الإثارة لإخماده، وليس التسبب في ضرر أو انتقام.

## الفحص
وقد تم تطوير طريقة الفحص، على أساس أن أولئك الذين يرتكبون هذه الأفعال هم عمومًا من الشباب ويبحثون عن فرصة لإثبات شجاعتهم أو التباهي بها. ومع ذلك، لا توجد دراسات علمية رسمية حول متلازمة البطل.